# ديفيد سامبسون
ديفيد سامبسون (بالإنجليزية: David S. Sampson)‏ هو موزع وملحن أمريكي، ولد في 26 يناير 1951.

## وصلات خارجية
- ديفيد سامبسون على موقع ميوزك برينز (الإنجليزية)